# 日出神社の千本餅つき
日出神社の千本餅つき（ひのでじんじゃのせんぼんもちつき）は、兵庫県豊岡市但東町南尾の日出神社（北緯35度27分59.148秒 東経134度56分40.596秒 / 北緯35.46643000度 東経134.94461000度）で毎年10月に行われている行事である。

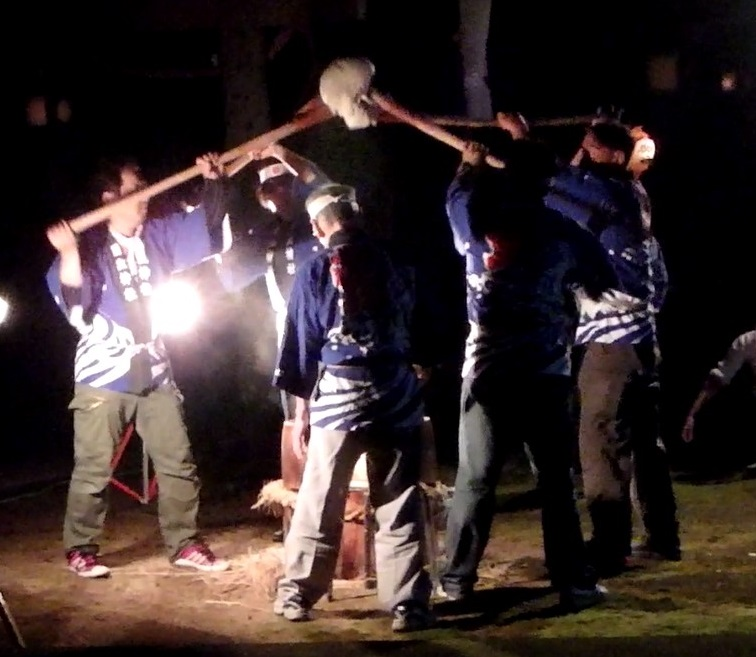
千本餅つき

## 由来・変遷
戦国時代に始まったという説もあれば、江戸時代の天保年間に日出神社の改築を契機に始まったという説もある。
1970年ごろまでは南尾区だけで「餅宿」を決めて行っていたが、その後、日出神社の氏子である出合・日殿・出合市場を含めた4地区合同となった。

## 次第
当日は18時から21時頃まで餅がつかれる。
4人一組で長さ約130cmの杵で臼に突き刺すように「ホイホイ」とかけ声を出しながら餅をつき、ある程度餅がつきあがったところで4人が呼吸を合わせて杵を高く持ち上げる。

## 類似行事
豊岡市赤石の兵主神社（北緯35度35分09.78秒 東経134度48分39.852秒 / 北緯35.5860500度 東経134.81107000度）では毎年2月に千本杵餅つきが行われている。